# 今泉清
今泉 清（いまいずみ きよし、1967年9月13日 - ）は、大分県大分市出身の日本の元ラグビー選手。天衣無縫ともいえるプレーぶりから、多くのファンの支持を集めた。

## 選手歴
東京都世田谷区生まれ。1971年に大分県に移り、6歳でラグビーを始める。一浪を経て入学した大分県立大分舞鶴高校では、2年生の時に飛騨誠（後に明治大学で副主将を務め、神戸製鋼で活躍）を擁する大分水産高校に敗れて全国高校ラグビー大会出場を逃す屈辱を味わうも、ナンバー8、フランカーとして活躍。早稲田大学進学後、木本建治監督によりウィング(WTB)にコンバートされ、その後フルバック(FB)に転向し、早稲田を代表する選手として活躍した。
ゴールキックを蹴る際には、一歩、二歩とゆっくり後進する歩調に合わせて、スタンドから「1、2、3、4、5！」と掛け声がかかり、それが競技場全体を包む空気となった。本来、プレースキック時は場内静粛にするのが正しいマナーなのだが、今泉に関しては別であった。相手チームのファンが集中力を削ごうとした野次が元だったのだが、いつのまにか今泉専用のコールとなった。その後の選手に同様のコールはほとんど見られない。
4年生時にはプレースキックを蹴ることは少なくなったが、大学選手権準決勝同志社大学戦でハーフウェイライン近くからのPGの際、今泉がキック地点に立った時には満場から拍手がわき起こり、国立を揺るがさんばかりの「1、2、3、4、5！」のコールが掛かった。今泉は見事PGを決め、この日一番の大喝采を浴びた。
1990年早明戦で終了間際12点差から同点に導く奇跡的なトライなど、大舞台で誰も予想しないようなビッグプレーを見せた。在学の4年間で、関東大学対抗戦優勝2回、大学選手権優勝2回、日本選手権優勝1回。
1980年代後半から1990年代初頭にかけて、日本のラグビー界の人気に大きく貢献した、千両役者と呼ぶにふさわしいプレイヤーである。理解しがたいほどに勝負強い一方で、（彼には彼の計算があってのものだが）何をしでかすかわからないプレーぶりから日本代表に定着することはなかったが、大西鐡之祐は彼の才能を高く評価していた。
大学卒業後はニュージーランド留学を経て、サントリーに加入。1995年にはラグビーW杯南アフリカ大会日本代表に選出されるなど、日本代表キャップ数は8。7人制日本代表にも選ばれている。南アフリカ大会では、出場できずにおわったが、ゴルフに興ずる首脳陣、バックスコーチにアムウェイをすすめられたと、運営の乱れを批判している。
2000年度日本選手権後に引退。母校・早稲田大学ラグビー部のコーチに就任。また社命により、子会社のサントリーフーズに移籍し、プレイングコーチに就任する。
2005年3月にサントリーフーズを退社し（ラグビー部にはヘッドコーチとして残留）、早稲田大学大学院公共経営研究科に進学した。CSテレビチャンネルJ SPORTSで解説者を務めている。

## 略歴
- 1967年 東京都世田谷区に生まれる。
- 1984年 大分県立大分舞鶴高校に入学。ラグビー部に入部。
- 1986年 フランカーとして高校日本代表に選ばれる。
- 1987年 早稲田大学人間科学部に入学。
- 1988年 早稲田大学、大学選手権、日本選手権優勝。
- 1990年 早稲田大学、大学選手権優勝。
- 1991年 早稲田大学、大学選手権準優勝。
- 1992年 ニュージーランドにラグビー留学。
- 1994年 ニュージーランドより帰国。サントリーに入社。
- 1995年 ラグビーW杯出場。
- 1996年 サントリー、全国社会人大会、日本選手権優勝。
- 1998年 サントリー、全国社会人大会準優勝。
- 2001年 現役引退。早稲田大学ラグビー部コーチ・サントリーフーズプレイングコーチに就任。
- 2004年 女優の涼風真世と結婚。結婚会見ではモルツで乾杯した。
- 2005年 サントリーフーズを退社。早稲田大学大学院公共経営研究科に進学。
- 2010年 涼風真世と離婚。

## 出演番組
- いのちの響 - TBSテレビのドキュメンタリー番組。1997年放送の第102回に出演。
- ダラケ! 〜お金を払ってでも見たいクイズ〜（BSスカパー、2019年9月2日、「ラグビーレジェンドダラケ!」）

## 外部サイト
- 今泉清ブログ
- 2019 ALL FOR JAPAN TEAM